# Freie-Partie-Europameisterschaft der Junioren 2004/05

Logo CEB (ausrichtender Verband)

Die Freie-Partie-Europameisterschaft der Junioren 2004 war das 29. Turnier in dieser Disziplin des Karambolagebillards und fand vom 10. bis zum 12. Dezember 2004 in Eisenstadt statt. Die Meisterschaft zählte zur Saison 2004/05.

## Geschichte
Zum zweiten Mal wurde der Niederländer Erwin van den Heuvel Junioren-Europameister in der Freien Partie. Die weiteren Plätze auf dem Siegerpodest belegten Christian Mooren und die beiden Belgier Maarten Janssen und Koen Saver.

## Modus
Gespielt wurde eine Vorrunde im Round-Robin-Modus, danach eine Knock-out-Runde  bis 300 Punkte oder 20 Aufnahmen. Ab der Saison 2001/02 wurde Platz drei nicht mehr ausgespielt.
Platzierung in den Tabellen bei Punktgleichheit:
1. MP = Matchpunkte
2. GD = Generaldurchschnitt
3. HS = Höchstserie

## Vorrunde
| Abschlusstabelle Gruppe A | Abschlusstabelle Gruppe A | Abschlusstabelle Gruppe A | Abschlusstabelle Gruppe A | Abschlusstabelle Gruppe A | Abschlusstabelle Gruppe A | Abschlusstabelle Gruppe A | Abschlusstabelle Gruppe A | Abschlusstabelle Gruppe A |
| Platz                     | Name                      | MP                        | Pkte                      | Aufn.                     | GD                        | BED                       | HS                        |                           |
| ------------------------- | ------------------------- | ------------------------- | ------------------------- | ------------------------- | ------------------------- | ------------------------- | ------------------------- | ------------------------- |
| 1                         | Pierre Soumagne           | 6:0                       | 900                       | 12                        | 75,00                     | 300,00                    | 300                       |                           |
| 2                         | Maarten Janssen           | 4:2                       | 600                       | 7                         | 85,71                     | 150,00                    | 287                       |                           |
| 3                         | Roij van Raaij            | 2:4                       | 303                       | 24                        | 12,62                     | 15,00                     | 100                       |                           |
| 4                         | Patrick Benko             | 0:6                       | 60                        | 33                        | 1,81                      | -                         | 8                         |                           |

| Abschlusstabelle Gruppe B | Abschlusstabelle Gruppe B | Abschlusstabelle Gruppe B | Abschlusstabelle Gruppe B | Abschlusstabelle Gruppe B | Abschlusstabelle Gruppe B | Abschlusstabelle Gruppe B | Abschlusstabelle Gruppe B | Abschlusstabelle Gruppe B |
| Platz                     | Name                      | MP                        | Pkte                      | Aufn.                     | GD                        | BED                       | HS                        |                           |
| ------------------------- | ------------------------- | ------------------------- | ------------------------- | ------------------------- | ------------------------- | ------------------------- | ------------------------- | ------------------------- |
| 1                         | Erwin van den Heuvel      | 6:0                       | 900                       | 8                         | 112,50                    | 150,00                    | 298                       |                           |
| 2                         | Christian Mooren          | 4:2                       | 697                       | 13                        | 53,61                     | 100,00                    | 241                       |                           |
| 3                         | Nicky Defraye             | 2:4                       | 435                       | 21                        | 20,71                     | 27,27                     | 146                       |                           |
| 4                         | Mathias Blieweis          | 0:6                       | 36                        | 18                        | 2,00                      | -                         | 13                        |                           |

| Abschlusstabelle Gruppe C | Abschlusstabelle Gruppe C | Abschlusstabelle Gruppe C | Abschlusstabelle Gruppe C | Abschlusstabelle Gruppe C | Abschlusstabelle Gruppe C | Abschlusstabelle Gruppe C | Abschlusstabelle Gruppe C | Abschlusstabelle Gruppe C |
| Platz                     | Name                      | MP                        | Pkte                      | Aufn.                     | GD                        | BED                       | HS                        |                           |
| ------------------------- | ------------------------- | ------------------------- | ------------------------- | ------------------------- | ------------------------- | ------------------------- | ------------------------- | ------------------------- |
| 1                         | Julien Rault              | 6:0                       | 900                       | 28                        | 32,14                     | 60,00                     | 267                       |                           |
| 2                         | Werner Ooijen             | 4:2                       | 694                       | 31                        | 22,38                     | 37,50                     | 213                       |                           |
| 3                         | Jens Fischer              | 2:4                       | 411                       | 34                        | 12,08                     | 60,00                     | 275                       |                           |
| 4                         | Martin Färber             | 0:6                       | 71                        | 25                        | 2,84                      | -                         | 14                        |                           |

| Abschlusstabelle Gruppe D | Abschlusstabelle Gruppe D | Abschlusstabelle Gruppe D | Abschlusstabelle Gruppe D | Abschlusstabelle Gruppe D | Abschlusstabelle Gruppe D | Abschlusstabelle Gruppe D | Abschlusstabelle Gruppe D | Abschlusstabelle Gruppe D |
| Platz                     | Name                      | MP                        | Pkte                      | Aufn.                     | GD                        | BED                       | HS                        |                           |
| ------------------------- | ------------------------- | ------------------------- | ------------------------- | ------------------------- | ------------------------- | ------------------------- | ------------------------- | ------------------------- |
| 1                         | Ian van Krieken           | 6:0                       | 900                       | 15                        | 60,00                     | 100,00                    | 297                       |                           |
| 2                         | Koen Saver                | 4:2                       | 608                       | 29                        | 20,96                     | 50,00                     | 196                       |                           |
| 3                         | Thomas Irschik            | 2:4                       | 455                       | 34                        | 13,38                     | 9,40                      | 135                       |                           |
| 4                         | Patrick Pajzer            | 0:6                       | 517                       | 42                        | 12,30                     | -                         | 115                       |                           |

## Endrunde
|  | Viertelfinale 300/20 | Viertelfinale 300/20 | Viertelfinale 300/20 | Viertelfinale 300/20 | Viertelfinale 300/20 | Viertelfinale 300/20 |                      |                      | Halbfinale 300/20 | Halbfinale 300/20 | Halbfinale 300/20 | Halbfinale 300/20 | Halbfinale 300/20 | Halbfinale 300/20 |      |       | Finale 300/20 | Finale 300/20 | Finale 300/20 | Finale 300/20 | Finale 300/20 | Finale 300/20 |
|  |                      |                      |                      |                      |                      |                      |                      |                      |                   |                   |                   |                   |                   |                   |      |       |               |               |               |               |               |               |
|  |                      | MP                   | Pkt.                 | Aufn.                | ED                   | HS                   |                      |                      |                   |                   |                   |                   |                   |                   |      |       |               |               |               |               |               |               |
|  |                      | MP                   | Pkt.                 | Aufn.                | ED                   | HS                   |                      |                      |                   |                   |                   |                   |                   |                   |      |       |               |               |               |               |               |               |
|  | Pierre Soumagne      | 0                    | 225                  | 3                    | 75,00                | 115                  |                      |                      |                   |                   |                   |                   |                   |                   |      |       |               |               |               |               |               |               |
|  | Pierre Soumagne      | 0                    | 225                  | 3                    | 75,00                | 115                  |                      | MP                   | Pkt.              | Aufn.             | ED                | HS                |                   |                   |      |       |               |               |               |               |               |               |
|  | Koen Saver           | 2                    | 300                  | 3                    | 100,00               | 156                  |                      | MP                   | Pkt.              | Aufn.             | ED                | HS                |                   |                   |      |       |               |               |               |               |               |               |
|  | Koen Saver           | 2                    | 300                  | 3                    | 100,00               | 156                  | Koen Saver           | 0                    | 0                 | 1                 | 0,00              | 0                 |                   |                   |      |       |               |               |               |               |               |               |
|  |                      | MP                   | Pkt.                 | Aufn.                | ED                   | HS                   | Koen Saver           | 0                    | 0                 | 1                 | 0,00              | 0                 |                   |                   |      |       |               |               |               |               |               |               |
|  |                      | MP                   | Pkt.                 | Aufn.                | ED                   | HS                   |                      | Christian Mooren     | 2                 | 300               | 1                 | 300,00            | 300               |                   |      |       |               |               |               |               |               |               |
|  | Julien Rault         | 0                    | 222                  | 13                   | 17,07                | 102                  |                      | Christian Mooren     | 2                 | 300               | 1                 | 300,00            | 300               |                   |      |       |               |               |               |               |               |               |
|  | Julien Rault         | 0                    | 222                  | 13                   | 17,07                | 102                  |                      |                      |                   |                   |                   |                   |                   | MP                | Pkt. | Aufn. | ED            | HS            |               |               |               |               |
|  | Christian Mooren     | 2                    | 300                  | 13                   | 23,07                | 126                  |                      |                      |                   |                   |                   |                   |                   | MP                | Pkt. | Aufn. | ED            | HS            |               |               |               |               |
|  | Christian Mooren     | 2                    | 300                  | 13                   | 23,07                | 126                  | Christian Mooren     | 0                    | 137               | 2                 | 68,50             | 137               |                   |                   |      |       |               |               |               |               |               |               |
|  |                      | MP                   | Pkt.                 | Aufn.                | ED                   | HS                   | Christian Mooren     | 0                    | 137               | 2                 | 68,50             | 137               |                   |                   |      |       |               |               |               |               |               |               |
|  |                      | MP                   | Pkt.                 | Aufn.                | ED                   | HS                   |                      | Erwin van den Heuvel | 2                 | 300               | 2                 | 150,00            | 300               |                   |      |       |               |               |               |               |               |               |
|  | Erwin van den Heuvel | 2                    | 300                  | 3                    | 100,00               | 285                  |                      | Erwin van den Heuvel | 2                 | 300               | 2                 | 150,00            | 300               |                   |      |       |               |               |               |               |               |               |
|  | Erwin van den Heuvel | 2                    | 300                  | 3                    | 100,00               | 285                  |                      | MP                   | Pkt.              | Aufn.             | ED                | HS                |                   |                   |      |       |               |               |               |               |               |               |
|  | Werner Ooijen        | 0                    | 4                    | 3                    | 1,33                 | 4                    |                      | MP                   | Pkt.              | Aufn.             | ED                | HS                |                   |                   |      |       |               |               |               |               |               |               |
|  | Werner Ooijen        | 0                    | 4                    | 3                    | 1,33                 | 4                    | Erwin van den Heuvel | 2                    | 300               | 5                 | 60,00             | 291               |                   |                   |      |       |               |               |               |               |               |               |
|  |                      | MP                   | Pkt.                 | Aufn.                | ED                   | HS                   | Erwin van den Heuvel | 2                    | 300               | 5                 | 60,00             | 291               |                   |                   |      |       |               |               |               |               |               |               |
|  |                      | MP                   | Pkt.                 | Aufn.                | ED                   | HS                   |                      | Maarten Janssen      | 0                 | 37                | 5                 | 7,40              | 19                |                   |      |       |               |               |               |               |               |               |
|  | Ian van Krieken      | 0                    | 15                   | 1                    | 15,00                | 15                   |                      | Maarten Janssen      | 0                 | 37                | 5                 | 7,40              | 19                |                   |      |       |               |               |               |               |               |               |
|  | Ian van Krieken      | 0                    | 15                   | 1                    | 15,00                | 15                   |                      |                      |                   |                   |                   |                   |                   |                   |      |       |               |               |               |               |               |               |
|  | Maarten Janssen      | 2                    | 300                  | 1                    | 300,00               | 300                  |                      |                      |                   |                   |                   |                   |                   |                   |      |       |               |               |               |               |               |               |
|  | Maarten Janssen      | 2                    | 300                  | 1                    | 300,00               | 300                  |                      |                      |                   |                   |                   |                   |                   |                   |      |       |               |               |               |               |               |               |

## Endergebnis
| MP    | Match Points (Sieger = 2; Unentschieden = 1; Verlierer = 0) |
| Pkte. | Erzielte Karambolagen                                       |
| Aufn. | Benötigte Versuche                                          |
| GD    | Generaldurchschnitt                                         |
| BED   | Bester Einzeldurchschnitt eines Spielers                    |
| HS    | Höchstserie                                                 |
|       | Bester GD des Turniers                                      |
|       | Bester ED des Turniers                                      |
|       | Beste HS des Turniers                                       |
|       | 1. Platz (Gold)                                             |
|       | 2. Platz (Silber)                                           |
|       | 3. Platz (Bronze)                                           |

| Finale                     | 1  | Erwin van den Heuvel | 12:0 | 1800 | 18 | 100,00 | 150,00 | 300 |
| Finale                     | 2  | Christian Mooren     | 8:4  | 1434 | 29 | 49,44  | 300,00 | 300 |
| Halb- finale               | 3  | Maarten Janssen      | 6:4  | 937  | 13 | 72,07  | 300,00 | 300 |
| Halb- finale               | 3  | Koen Saver           | 6:4  | 908  | 33 | 27,51  | 100,00 | 196 |
| Viertel- finale            | 5  | Pierre Soumagne      | 6:2  | 1125 | 15 | 75,00  | 300,00 | 300 |
| Viertel- finale            | 6  | Ian van Krieken      | 6:2  | 915  | 16 | 57,18  | 100,00 | 297 |
| Viertel- finale            | 7  | Julien Rault         | 6:2  | 1122 | 41 | 27,36  | 60,00  | 267 |
| Viertel- finale            | 8  | Werner Ooijen        | 4:4  | 698  | 34 | 20,52  | 37,50  | 213 |
| Gruppen- phase             | 9  | Nicky Defraye        | 2:4  | 435  | 21 | 20,71  | 27,27  | 146 |
| Gruppen- phase             | 10 | Thomas Irschik       | 2:4  | 455  | 34 | 13,38  | 9,40   | 135 |
| Gruppen- phase             | 11 | Roij van Raaij       | 2:4  | 303  | 24 | 12,62  | 15,00  | 100 |
| Gruppen- phase             | 12 | Jens Fischer         | 2:4  | 411  | 34 | 12,08  | 60,00  | 275 |
| Gruppen- phase             | 13 | Patrick Pajzer       | 0:6  | 517  | 42 | 12,30  | -      | 115 |
| Gruppen- phase             | 14 | Martin Färber        | 0:6  | 71   | 25 | 2,84   | -      | 14  |
| Gruppen- phase             | 15 | Mathias Blieweis     | 0:6  | 36   | 18 | 2,00   | -      | 13  |
| Gruppen- phase             | 16 | Patrick Benko        | 0:6  | 60   | 33 | 1,81   | -      | 8   |
| Turnierdurchschnitt: 26,10 |    |                      |      |      |    |        |        |     |